# Laphria anthrax
Laphria anthrax là một loài ruồi trong họ Asilidae. Laphria anthrax được Meigen miêu tả năm 1804. Loài này phân bố ở vùng Cổ Bắc giới.